# 潘平格
潘平格（1610年—1677年），字用微，浙江慈谿县人，明末清初哲学家。

## 学术
潘平格彻底反对传统理学，主张真理真知应当从日用实际上去寻求。潘平格提出“浑然一体”、“见在真心”等理论，在当时即后学有较大影响。

## 著作
- 《求仁录》
- 《潘子求仁录辑要》十卷